# Anaspis balthasari
Anaspis balthasari es una especie de coleóptero de la familia Scraptiidae.

## Distribución geográfica
Habita en el Cáucaso.